# Shannonomyiella ortalidoptera
Shannonomyiella ortalidoptera är en tvåvingeart som beskrevs av Townsend 1939. Shannonomyiella ortalidoptera ingår i släktet Shannonomyiella och familjen parasitflugor. Inga underarter finns listade i Catalogue of Life.